# آبراژاس جفیرا
آبراژاس جفیرا (نام علمی: Abraxas gephyra) نام یک گونه از تیره زمین‌سنجان است.